# Crostis
Crostis är ett släkte av skalbaggar. Crostis ingår i familjen vivlar.
Kladogram enligt Catalogue of Life:
| Crostis | \| \| Crostis subexplanata \| \| \| \| |
|         | \| \| Crostis subexplanata \| \| \| \| |
|         | Crostis subexplanata                   |
|         |                                        |